# Nazareno
Nazareno là một đô thị thuộc bang Minas Gerais, Brasil. Đô thị này có diện tích 323,51 km², dân số năm 2007 là 8023 người, mật độ 23,1 người/km².